# Çatak
Çatak là một huyện thuộc tỉnh Van, Thổ Nhĩ Kỳ. Huyện có diện tích 1858 km² và dân số thời điểm năm 2007 là 24152 người, mật độ 13 người/km².